# Melta di Gardolo
Melta di Gardolo (205 m slm) è un rione appartenente alla circoscrizione amministrativa n. 1 del comune di Trento. Essa sorge ai piedi del monte Calisio (1091 m slm) dove il quartiere ha sempre esercitato la sua egemonia sui paesi più piccoli circostanti, inglobandoli nell'area suburbana. 
È attraversata dalla fossa della Malvasia, sub-affluente del fiume Adige, e da un altro corso d'acqua a regime di torrente che causò con la sua esondazione del 1976 una frana del monte Calisio i cui effetti sono tuttora visibili nonostante gli anni.

## Storia

### Dalle origini al secolo XX
Originariamente di economia agricola questo villaggio deve poi la sua ricchezza all'attività estrattiva di pietre da costruzione. Non bisogna infatti dimenticare la ricchezza mineraria del monte Calisio: oltre alla cava di Melta in passato tale montagna era ricca di miniere di argento, da qui il suo secondo nome, ovvero monte Argentario. Nel 1969 con la costruzione della tangenziale di Trento, Melta viene separata dalla vicina città in continua espansione.

### Il boom economico e i giorni nostri
Negli ultimi anni Melta viene riscoperta dagli ingegneri edili come zona di nuova costruzione di abitazioni e in pochi anni si trasforma da piccolo paese a paese più grande.

#### Il parco di Melta
Questa fase di riscoperta termina con la costruzione del parco di Melta, grande parco cittadino in stile delle grandi capitali europee che oltre ad essere una delle più vaste aree verdi dell'agglomerato urbano trentino è anche un importante centro sportivo in quanto è sede di due campi da calcio e da pallacanestro-volley-calcetto libero e si pensa perfino di spostarvi lo stadio di Trento dove gioca sia il calcio Trento maschile che quello femminile (serie A femminile), e pure squadre giovanili rinomate in tutta la regione. All'interno del parco sono inoltre presenti due tavoli da ping-pong e una palestrina. 
Il resto del territorio è composto da tantissime specie di vegetazione (erba e piante a basso fusto) creando così la sede di differenti specie di volatili acquatici e tre grandi aree per bambini adibite al loro svago con casette, sculture in legno, altalene, una teleferica, giochi a rete, molle, scivoli e spazi da arrampicata. 
Il parco è anche dotato di un'area cani e numerose fontanelle impostate per tutta la zona del parco. 

## Infrastrutture e trasporti
Melta è collegata a Gardolo e Trento da via don Milani, percorsa ogni 15 minuti dalle corse dei mezzi pubblici (autobus linea n. 7). Inoltre l'importante strada delle Sabbionare collega Melta e Martignano.